# Feihuang He
Feihuang He är ett vattendrag i Kina. Det ligger i provinsen Jiangsu, i den östra delen av landet, omkring 280 kilometer nordost om provinshuvudstaden Nanjing.
Genomsnittlig årsnederbörd är 1 041 millimeter. Den regnigaste månaden är juli, med i genomsnitt 268 mm nederbörd, och den torraste är januari, med 20 mm nederbörd.